# Svelgen
Svelgen is een plaats in de Noorse gemeente Bremanger, provincie Vestland. Svelgen telt 1164 inwoners (2007) en heeft een oppervlakte van 1,06 km².